# Jean-Claude Chastellain
Pour les articles homonymes, voir Chastellain.
Jean-Claude Chastellain, né le 4 décembre 1747 à Hermé et mort le 5 octobre 1824 à Subligny (Yonne), est membre de la Convention puis député au Conseil des Cinq-Cents.

## Biographie
Fils de Claude Chastellain, chirurgien demeurant à Hermé et de Marie Billy son épouse, il embrassa avec modération les principes de la Révolution, fut administrateur du district de Sens, et entra le 7 septembre 1792, à la Convention nationale, comme député de l'Yonne, élu le 9e et dernier, par 108 voix sur 164 votants. Il siégea dans la « Plaine », et vota ainsi lors du procès de Louis XVI : « Je vote pour la détention pendant la guerre et pour le bannissement à cette époque ». Chastellain protesta contre le 31 mai 1793, et comme Amar, ne pouvant lire un nom sur la liste des constitutionnels décrétés d'arrestation, proposait de ne pas comprendre le nom illisible dans les poursuites : « Je m'y oppose, s'écria Chastellain ce nom est le mien ; je demande à partager le sort de mes collègues ». Il fut en effet arrêté, et resta en prison jusqu'à la chute de Robespierre. Réélu par le département de l'Yonne député au Conseil des Cinq-Cents, avec 214 voix, il se rallia à la politique de Bonaparte, et devint, le 9 germinal an VIII, juge au tribunal de Sens.

## Mandats
- 07/09/1792 - 26/10/1795 : Yonne - Plaine
- 13/10/1795 - 20/05/1797 : Yonne - Modérés

## Travaux législatifs
- Aux Habitans des villes, campagnes et aux armées composant la nation et le peuple français, Jean-Claude Chastellain, etc. (en leur adressant le "Pacte social, ou Études sur la forme de gouvernement qui conviendrait le mieux à la France".). Paris : Impr. nationale, (s. d.). In-4°, 8 p.
- Marche du système social entre les règnes animal et végétal, par Jean-Claude Chastellain, (s. l. n. d.). In-fol. plano
- Observations d'économie naturelle considérée sous son premier rapport avec les gouvernements, par Jean-Claude Chastellain. Paris : impr. de Gorsas, (s. d.). In-8°, 8 p.
- Pacte social combiné sur l'intérêt physique, politique et moral de la nation française et autres nations, peuples et puissances de l'Europe par Jean-Claude Chastellain. Paris : Impr. nationale, juin 1795, messidor an III. In-4°